# Bataille de Pegae
Guerres byzantino-bulgares
Batailles
- Ongal (680)
- Anchialos (708)
- Marcellae (756)
- Lithosoria (774)
- Marcellae (792)
- Serdica (809)
- Pliska (811)
- Versinikia (813)
- Mesembria
- Guerre de 894 - 896
  - Bulgarophygon
- Guerre de 913 - 927
  - Anchialos (917)
  - Pegae (921)
- Guerre de 970 - 1018
  - Portes de Trajan (986)
  - Thessalonique (995)
  - Passe de Kleidion (1014)
  - Bitola (1015)
- Ostrovo (1040)
- Klokotnica (1230)
- Andrinople (1254)
- Devina (1279)
- Skafida (1304)
- Rusokastro (1332)

La bataille de Pegae (en bulgare : битка при Пиги) eut lieu entre le 11 et le 18 mars 921 dans les faubourgs de Constantinople et constitua un épisode de la guerre byzantino-bulgare de 913-927. Le terme « pega »  signifiait la source; dans les environs se trouvait l’église Sainte-Marie-de-la-Source qui sera incendiée par Siméon Ier quelques années plus tard au cours de la même guerre.
Dès la première attaque des Bulgares, les lignes byzantines furent enfoncées et leurs commandants abandonnèrent le champ de bataille. S’ensuivit une déroute complète pendant laquelle la plupart des soldats byzantins furent tués, se noyèrent ou furent faits prisonniers.

## Origines du conflit

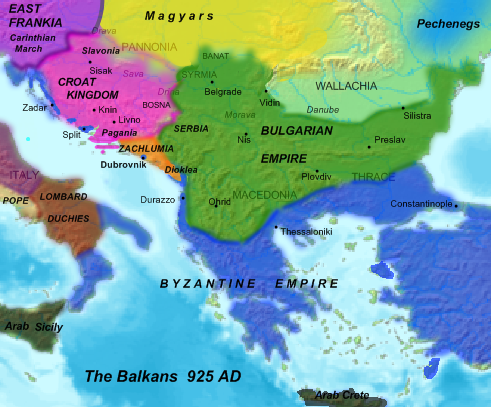
Carte de l’Empire bulgare sous le règne du tsar Siméon Ier

Même si le conflit dont les origines remontent à 913 avait été provoqué par les Byzantins, le souverain bulgare Siméon Ier (r. 893-927) n’attendait qu’un prétexte pour déclarer la guerre et se proclamer empereur en conquérant Constantinople . Incapables de vaincre les Bulgares, les Byzantins finirent par reconnaitre Siméon Ier comme « empereur de Bulgarie »  dès juillet 913, décision qui fut toutefois révoquée lorsque l’impératrice-mère Zoé reprit le pouvoir jusque-là détenu par un conseil de régence présidé par le patriarche Nicolas Mystikos; elle contesta la validité du couronnement impérial de Siméon et révoqua la promesse d’une alliance matrimoniale qui aurait fait de ce dernier le protecteur (basileopator) du jeune empereur Constantin VII (r. 913-959),,. Il n’en fallait pas plus pour que Siméon reprenne les hostilités et envahisse la Thrace dont la population, alors grecque, accepta de reconnaître Siméon comme nouvel empereur. En septembre 914, les Bulgares prirent Andrinople (aujourd'hui Edirne en Turquie) sans toutefois conserver leur conquête, alors que l'armée byzantine était aux prises avec les Arabes sur les frontières orientales de l'Empire. Les années suivantes, il ravagea les territoires de Dyrrachium (aujourd’hui Durrës en Albanie) et de Thessalonique. En 917, les Byzantins tentèrent une controffensive : deux armées commandées par Léon Phokas et Romain Lecapène  tentèrent de prendre les Bulgares en tenailles par terre et par mer. Toutefois, les Byzantins furent vaincus lors de la bataille d’Anchialos (près du village moderne d'Acheloi, à 8 kilomètres au nord de la ville d'Anchialos [aujourd'hui Pomorie]). Peu après, une autre bataille à Katasyrtai non loin de la capitale byzantine devait donner à Siméon la maitrise des Balkans,.
Un coup terrible fut porté aux ambitions de Siméon lorsque, en mai 919, le jeune empereur Constantin épousa la fille de Romain Lécapène, le nouveau régent, lequel se fit accorder le titre de basileopator convoité par Siméon Ier. L’année suivante, il était proclamé césar et, en décembre de la même année, coempereur. Jusqu’à sa mort, le souverain bulgare devait refuser de reconnaitre l’ascension de Lécapène. Ainsi, début 921, il laissa sans réponse la proposition du patriarche Nicolas Mystikos de marier l’une de ses filles ou fils à l’un des enfants de celui qui était maintenant Romain Ier, ce qui lui aurait donné une position importante dans l’Empire romain mais sans avoir de conséquences pour la succession au trône.
Romain Ier riposta aux attaques de Siméon en rassemblant des troupes venant de différents détachements qui furent mises sous le commandement de Pothos Argyros et de l’amiral Alexis Mosele . Argyros réussit à se rendre jusqu’à Aquae Calidae (près de la ville moderne de Burgas en Bulgarie), mais son armée tomba dans une embuscade et fut détruite par les Bulgares.

## Bataille
La campagne byzantine vers Aquae Calidae et la menace contenue dans une lettre du patriarche Nicolas à l’effet que de nombreuses troupes byzantines s’apprêtaient à envahir la Bulgarie convainquit Siméon Ier de prendre l’offensive rapidement. Un imposant  détachement fut alors dépêché  vers Constantinople pendant que Siméon Ier en personne prenait le commandement d’un autre détachement devant assiéger la capitale du thème de Thrace, Andrinople. Progressant rapidement à travers le massif du Strandja, ils atteignirent en mars 921 un endroit dit Pegae (litt : la source)  aujourd’hui situé dans le quartier de Zeytinburnu (côté européen d’Istanbul) près de Balikli, le long de la mer de Marmara.
Craignant que les Bulgares ne ravagent les palais de cette région, Romain Ier envoya des « troupes en nombre suffisant »  sous le commandement du domestique des Scholes Pothos Argyros, de son frère Léon Argyros, de l’amiral Alexis Mosele et de Jean le Recteur,, . L’armée byzantine était composée d’unités détachées de différents tagmata, de l’hétairie (c.a.d. la garde impériale) et de la marine.
Les deux armées se rencontrèrent à Pegae au cours de la cinquième semaine du Grand Carême , soit entre les 11 et 18 mars 921. Les généraux byzantins alignèrent leurs troupes sur les basses terres près des sources, alors que les Bulgares occupaient les hauteurs. Les Bulgares prirent l’offensive, s’élançant en lançant des cris effroyables. Leur assaut fut tel que les alignements byzantins se rompirent immédiatement. Jean le Recteur prit la fuite et plusieurs hommes moururent en tentant de le protéger. Il réussit toutefois à se sauver en embarquant à bord d’un dromon, alors qu'Alexios Mosele qui s'était jeté à l’eau avec son armure, se noya en compagnie de son protomandator alors qu’il tentait de se hisser sur un bateau,.  Les frères Pothos et Léon Argyros trouvèrent refuge dans une forteresse des environs. Dans la déroute qui s’ensuivit, la plupart des soldats byzantins tombèrent sous l’épée, se noyèrent ou furent faits prisonniers par les Bulgares,,. Après leur victoire, les Bulgares incendièrent les palais de Pegae et mirent à sac la région située au nord de la Corne d'Or, sur la rive opposée à la muraille de Constantinople.

## Conséquences

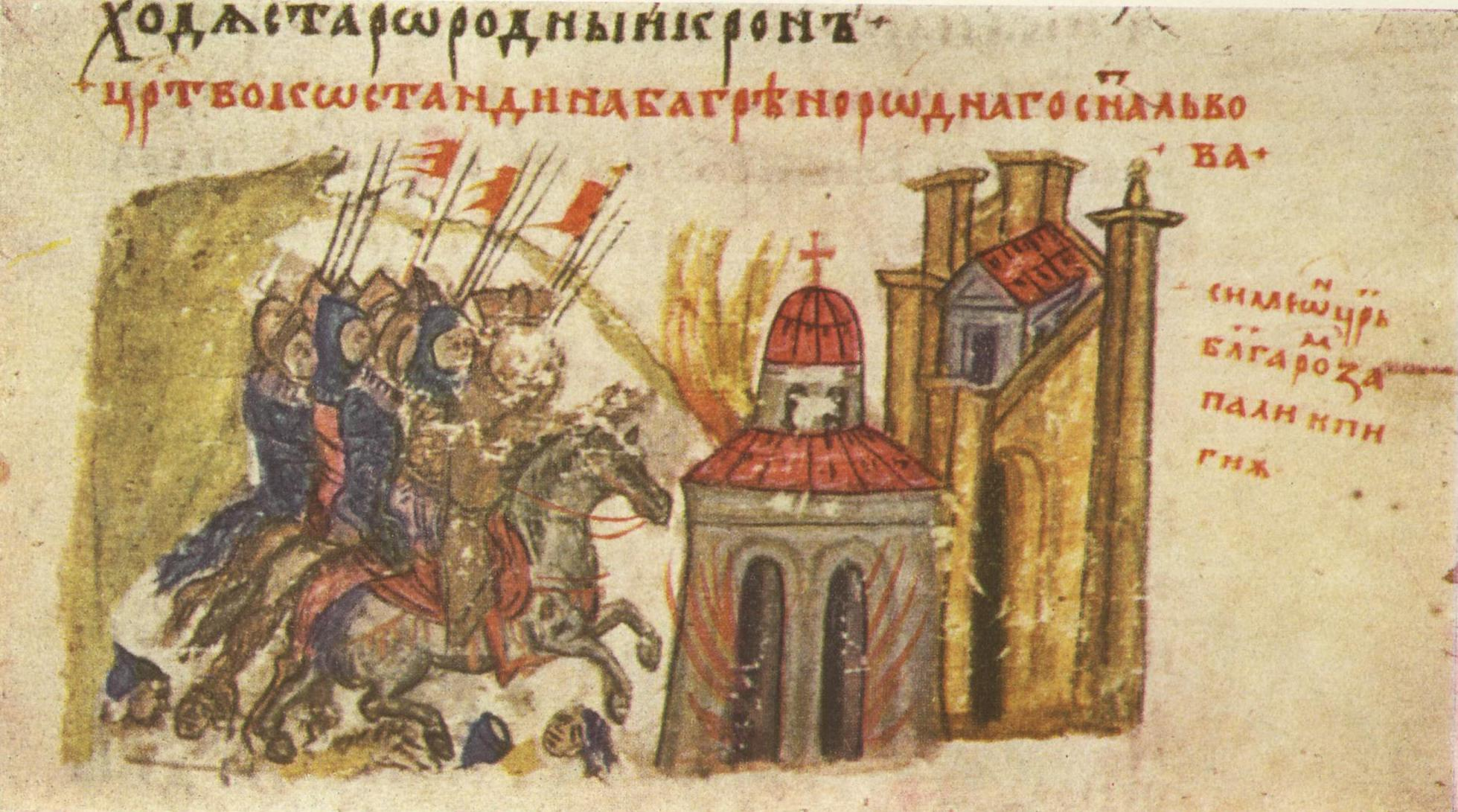
Les Bulgares mettent le feu à l’église Sainte-Marie-de-la Source (Chronique de Manasses).

Pendant que ses troupes pillaient les environs de Constantinople, Siméon Ier préparait une nouvelle offensive en Thrace. Avant de quitter Preslav, sa capitale, il envoya une lettre au patriarche Nicolas Mystikos dans laquelle il rejetait la proposition d’une alliance matrimoniale avec la famille de Romain Ier, insistant sur le fait que la paix serait seulement possible si le basileus abdiquait en sa faveur,. De plus, il rejetait les accusations du patriarche à l’effet qu’il était responsable de cette terrible guerre, accusant plutôt les eunuques de l’impératrice Zoé Karbonopsina qui avaient conseillé à cette dernière de refuser la proposition de fiancer sa fille à Constantin VII en 914 et qui avait fait envahir la Bulgarie en 917.
À la tête de son armée, Siméon Ier avança à travers la chaine du Grand Balkan et en passant par la vallée de la Toundja, mit le siège devant Andrinople. Le gros des troupes bulgares étant ainsi occupé en Thrace, les Byzantins incitèrent le prince serbe Pavle Branović, alors allié de la Bulgarie, à changer de camp. Les Bulgares répondirent par une invasion de la Serbie où ils remplacèrent Pavle Branović par un autre de leurs protégés, Zaharija Pribisavlejević. Ce conflit avec la Serbie les empêcha de continuer leur intervention en Thrace pendant le reste de l’année 921,.
Les Bulgares contrôlaient en 922 la presque totalité de la péninsule des Balkans; toutefois, le principal objectif de Siméon Ier n’était toujours pas atteint. Conscient qu’il ne pourrait s’emparer de Constantinople sans une flotte, le monarque bulgare envoya des émissaires auprès d’Ubayd Allah al-Mahdi (r. 909-934), premier calife fatimide,,. Siméon proposait une attaque conjointe contre Constantinople, les Bulgares attaquant par terre, les Fatimides par mer; les conquêtes seraient partagées entre les deux, les Bulgares gardant Constantinople, les Fatimides les territoires byzantins de Sicile et d’Italie du sud,. Pendant ce temps, Siméon Ier poursuivait le siège d’Andrinople, et une autre armée se dirigeait vers Constantinople. En juin 922, Les Bulgares rencontrèrent une nouvelle armée byzantine qu’ils défirent; quelques semaines plus tard, Andrinople capitulait.
Pendant ce temps, Al-Mahdi accepta cet arrangement et envoya ses propres émissaires pour discuter des détails. Sur le chemin du retour, le navire transportant les émissaires fut capturé par les Byzantins et les ambassadeurs bulgares et arabes envoyés à Constantinople. Les Bulgares furent mis en prison, alors que les Arabes furent renvoyés chez eux les mains pleines de présents à l’intention du calife. Les Byzantins envoyèrent alors leurs propres ambassadeurs pour surenchérir et dissuader les Arabes d’intervenir, ce qu’Al-Mahdi accepta.
Siméon Ier reviendra dans la région quelques années plus tard et, le 7 septembre 924, il incendia l’église Sainte-Marie-de-la-Source, laquelle fut presque immédiatement reconstruite par l’empereur Romain Ier. Trois ans plus tard, le fils de Siméon Ier, Pierre y épousera la nièce de Lécapène, Marie.

### Note
1. ↑  Lui-même toutefois s’intitulait « empereur (tsar) des Bulgares et des Romains », titre que contestera Romain par une lettre de 925 dans laquelle il protesta moins contre la dignité impériale de Siméon que contre sa prétention à l’Empire romain Ostrogorsky 1983, p. 292

### Sources primaires
- Theophanes Continuatus, The Byzantine Attack on Bulgaria, AD 917, Theophanes Continuatus, ed. Bekker, pp. 388-90.
- Léon le Grammairien. Chronique. "Leo Grammaticus, Scriptor incertus de Leone Armenio, Eustathius", Corpus Scriptorum Historiæ Byzantinæ (CSHB), vol. 21, Bonn, 1842.
- Georges le Moine. Chronique abrégée (Χρονικὸν σύντομον), tirée de différents chroniqueurs et commentateurs, assemblée et mise en forme par Georges, un moine pécheur (ὑπὸ Γεωργίου ἁμαρτωλοῦ μοναχοῦ).
- John Skylitzes, A Synopsis of Byzantine History, 811–1057 (trad. John Wortley). Cambridge University Press, 2010.  (ISBN 978-1-139-48915-7).

### Sources secondaires
- (bg)  Андреев (Andreev), Йордан (Jordan); Лалков (Lalkov), Милчо (Milcho). Българските ханове и царе (The Bulgarian Khans and Tsars). Велико Търново (Veliko Tarnovo), Абагар (Abagar), 1996.  (ISBN 954-427-216-X).
- (bg) Ангелов (Angelov), Димитър (Dimitar); Божилов (Bozhilov), Иван (Ivan); Ваклинов (Vaklinov), Станчо (Stancho); Гюзелев (Gyuzelev), Васил (Vasil); Куев (Kuev), Кую (kuyu); Петров (Petrov), Петър (Petar); Примов (Primov), Борислав (Borislav); Тъпкова (Tapkova), Василка (Vasilka); Цанокова (Tsankova), Геновева (Genoveva) . История на България. Том II. Първа българска държава [History of Bulgaria. Volume II. First Bulgarian State]. и колектив. София (Sofia): Издателство на БАН (Bulgarian Academy of Sciences Press, 1981).
- (bg) Божилов (Bozhilov), Иван (Ivan); Гюзелев (Gyuzelev), Васил (Vasil). История на средновековна България VII–XIV век (History of Medieval Bulgaria VII–XIV centuries). София (Sofia): Анубис (Anubis), 1999.  (ISBN 954-426-204-0).
- (en) John V.A. Fine, The early medieval Balkans : a critical survey from the sixth to the late twelfth century, Ann Arbor, University of Michigan Press, 1983, 13e éd., 336 p. (ISBN 978-0-472-08149-3, lire en ligne).
- (en) John Haldon, Warfare, state, and society in the Byzantine world, 565-1204, Londres, UCL Press, 1999, 344 p. (ISBN 978-1-85728-494-2 et 978-1-857-28495-9, lire en ligne).
- (bg)  Колектив (Collective). "11. Продължителят на Теофан (11. Theophanis Continuati)". Гръцки извори за българската история (ГИБИ), том V (Greek Sources for Bulgarian History (GIBI), volume V). София (Sofia), Издателство на БАН (Bulgarian Academy of Sciences Press), 1964.
- (bg) Колектив (Collective). Гръцки извори за българската история (ГИБИ), том VI (Greek Sources for Bulgarian History (GIBI), volume VI) (in Bulgarian and Greek). София (Sofia), Издателство на БАН (Bulgarian Academy of Sciences Press), 1965.
- (de) Lilie, Ralph-Johannes; Ludwig, Claudia; Pratsch, Thomas; Zielke, Beate. Prosopographie der mittelbyzantinischen Zeit Online. Berlin-Brandenburgische Akademie der Wissenschaften. Nach Vorarbeiten F. Winkelmanns erstellt. Berlin and Boston, De Gruyter, 2013.
- (en) Ernest Mamboury, The tourists' Istanbul, Çituri Biraderler Basımevi, 1953 (OCLC 886215786).
- Georgije Ostrogorski (trad. de l'allemand par J. Gouillard, préf. Paul Lemerle), Histoire de l'État byzantin [« Geschichte des byzantinischen Staates »], Paris, Payot, coll. « Regard de l'histoire », 1977 (1re éd. 1956), 647 p. (ISBN 978-2-228-07061-4).
- (de) Georges Ostrogorsky, « Die Krönung Symeons von Bulgarien », Bulletin de l’Institut archéologique bulgare, vol. 9,‎ 1935, p. 275 & sq..
- (en) Paul Stephenson, Byzantium's Balkan frontier : a political study of the Northern Balkans, 900-1204, Cambridge New York, Cambridge University Press, 2000, 352 p. (ISBN 978-0-511-00846-7, 978-0-511-03402-2 et 978-0-511-15056-2, lire en ligne).
- (en) Warren T. Treadgold, A history of the Byzantine state and society, Stanford, Calif, Stanford University Press, 1997, 1019 p. (ISBN 978-0-8047-2421-0 et 978-0-804-72630-6, lire en ligne).
- (bg) Златарски (Zlatarski), Васил (Vasil). История на българската държава през средните векове. Том I. История на Първото българско царство. (History of the Bulgarian state in the Middle Ages. Volume I. History of the First Bulgarian Empire.) (2 ed.). София (Sofia), Наука и изкуство (Nauka i izkustvo), 1972 (1927). OCLC 67080314.